# جوش غار
جوش غار (بالإنجليزية: Josh Gare)‏ هو شخصية أعمال بريطاني، ولد في 20 سبتمبر 1992 في أسكوت في المملكة المتحدة.